# Taco
Taco (/ˈtɑːkoʊ/ hoặc UK: /ˈtækoʊ/) là món ăn truyền thống của người México được làm từ bột ngô hoặc bột mì cho lớp vỏ giòn rụm bên ngoài, trong khi nhân bên trong với nhiều lựa chọn khác nhau. Với người Mexico, bánh Tacos được coi là món ăn truyền thống dân dã và nhanh chóng.

## Giới thiệu
Taco còn mang giá trị lịch sử. Món ăn này khiến người ta gợi nhớ về cuộc di cư của người châu Âu vào Mexico. Tacos đã được những người châu Âu đầu tiên trong những cuộc viễn chinh đã khám phá và du nhập khắp Nam Mỹ, châu Âu, Trung Đông và châu Á. Giống với sandwich, tacos được tạo nên bằng nhiều loại thức ăn được chuẩn bị theo những cách khác nhau và có thể ăn tacos như một món khai vị hoặc bữa ăn nhẹ.
Một số tài liệu còn cho thấy, người dân Mexico sống ở các vùng hồ còn chế biến thêm taco nhân cá. Những quầy hàng rong bán taco có mặt trên hầu hết các ngõ ngách phố phường. Người Mexico thường dùng taco như một món ăn nhẹ sau bữa tối. Sau bữa chính, nhiều người lựa chọn taco như một cena (bữa tối nhẹ) được bán trong những quầy bán hàng di động cho đến nửa đêm tại các thành phố lớn. Vào cuối tuần các vũ trường và câu lạc bộ mở cửa đến tận gần sáng và taco là món ăn nhanh cho những người vui chơi thâu đêm.
Từ những năm đầu của thế kỷ 20, đã có rất nhiều loại tacos được phổ biến tại Mỹ - Canada và xuất hiện trong những cuốn sách nấu ăn vào năm 1949. Ngoài ra tacos còn được bày bán trong những hệ thống bán đồ thức ăn nhanh như Taco Bell,Taco Del Mar, Mighty Taco… và các nhà hàng fastfood như Burger King và Jack in the Box của người Mexico tại đây. Thậm chí, ở đất nước này, người ta còn phát triển nhiều hệ thống nhà hàng chuyên về taco như Taco Del Mar, Taco Bell và Mighty Taco.

## Đặc điểm
Trong một chiếc Tacos, bánh tráng sẽ được rán qua để mềm và gấp cùng với nhân. Nhân bánh được làm từ thịt bò, thịt heo, cá, thịt gà, nước sốt cà chua, nấm, ớt …tất cả sẽ được nướng (hoặc hấp) cùng. Người thưởng thức có thể thay đổi thành phần của nhân để phù hợp với khẩu vị và cách chế biến.
Món ăn này đậm chất Mexico không chỉ ở vỏ bánh tráng bằng bột ngô mà còn vì vị ớt được ăn kèm với bánh và nước sốt. Màu sắc của nhân chính là từ những loại thức ăn trong đó, có thể thưởng thức một chiếc tacos thịt và nước sốt thơm ngon ngầy ngậy hoặc một chiếc tacos với thành phần chính là rau xanh kèm theo một chút thịt nướng rất bouiuiuiui

## Các loại
Nhờ vào danh sách dài lựa chọn và phương pháp chế biến nhân bên trong, taco càng thuyết phục được nhiều người đam mê món ăn truyền thống này và trở nên phổ biến khắp Mexico. Nhìn chung, taco gồm hai loại, taco vỏ cứng và taco vỏ mềm. Theo truyền thống của người Mexico, taco vỏ mềm đại diện cho nguyên liệu bột ngô, thường theo phương pháp hấp hoặc nướng. Tuy nhiên, loại taco phổ biến nhất vẫn là vỏ ngô kẹp thịt xay nhỏ, hành, rau diếp, lê tàu và nước tương cà chua cay của Mexico. 

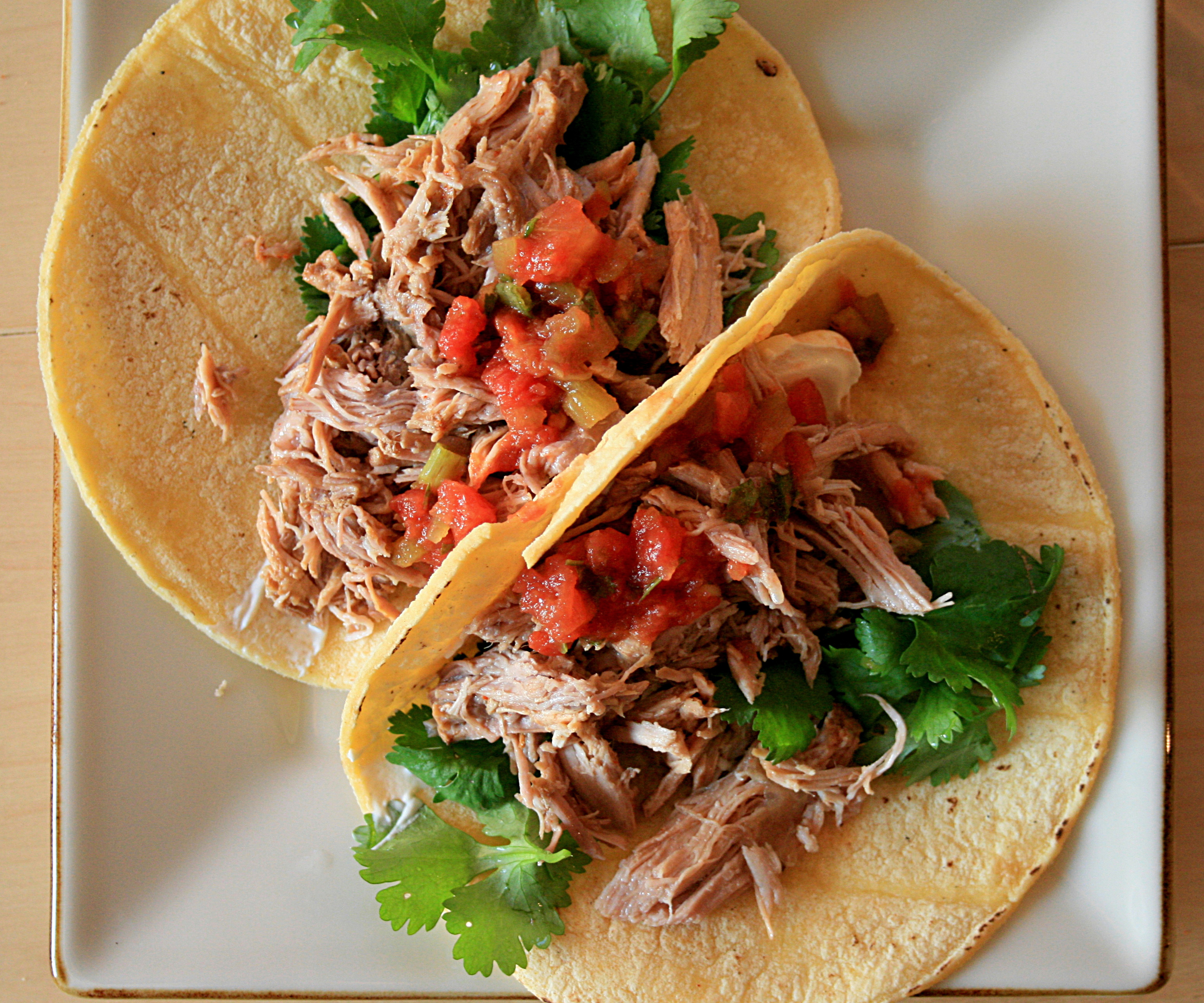
Một loại Taco

- Taco nướng với lớp vỏ được nướng trên vỉ than hồng cho đến khi đạt độ giòn nhất định, ăn kèm với nước tương chorizo asado. Ở miền Bắc Mexico, người ta gọi taco nướng ăn kèm với pho mát Oaxaca và thịt là mulita.
- Taco đầu bò lại là một phiên bản taco độc đáo với nhân từ não, lưỡi, má, môi và mắt bò. Vỏ taco đầu bò được hấp để luôn giữ độ mềm, trong khi người ta bổ sung thêm hành, rau mùi cho lớp nhân bên trong.
- Taco de cazo lại được phục vụ trên một bát bằng kim loại, sánh lớp dầu ăn phía dưới nhằm ngụ í về cách chế biến vỏ chiên ngập dầu và giòn tan. Loại taco này chủ yếu sử dụng thịt heo, thay vì bò.
- Taco sudados tạo nên sự khác biệt với hỗn hợp nhân gồm bánh mỳ mềm, thịt cay. Vỏ bên ngoài bao bọc lấy toàn bộ nhân, giúp cho món taco này luôn nóng và tỏa hơi nước để làm mềm vỏ. Cũng theo cách chế biến tương tự, có taco tôm, taco cá và taco thịt cừu.

Một số loại taco được ưa chuộng tại Mỹ như: Taco al Pastor (đây là loại taco phổ biến nhất tại Mexico) nguyên liệu chính của là thịt lợn được ướp gia vị đã được cắt xén nhỏ và được xiên qua và nướng trên lửa. Đây được coi là món ăn phỏng theo món thịt nướng từ những người nhập cư Li Băng, hay như món Breakfast Tacos luôn có sẵn trong các quán ăn nhà hàng dọc theo Southwest- đặc biệt là ở New Mexico và Texas- nhân của breakfast tacos là từ thịt được tẩm gia vị, trứng hay pho mát và những thành phần khác như củ hành…